# Jean-Marie Constant
Jean-Marie Constant (Herve, 24 juli 1953) is een Belgisch voormalig syndicalist voor de CSC, bestuurder en politicus voor Ecolo.

## Levensloop
Constant werd syndicaal actief op zijn 19 jaar bij het ACV van Hoei-Borgworm. Twee jaar later werd hij vrijgestelde en van 1980 tot 1987 nationaal verantwoordelijke voor de Jeunes CSC.
Vervolgens was hij onder meer federaal secretaris van het CSC West-Henegouwen en Waals-Brabant. In 1996 werd hij aangesteld als nationaal secretaris van deze vakbond, een mandaat dat hij uitoefende tot 1997. Eind 1996 werd hij aangesteld tot federaal secretaris van de CSC Namen-Dinant. In 2009 werd hij voorzitter van het Waals ACV in opvolging van Raymond Coumont, een functie die hij uitoefende tot 2013. Hij werd in deze hoedanigheid opgevolgd door Philippe Yerna.
Bij de Europese verkiezingen van 2014 was hij 6e opvolger op de Ecolo-kieslijst voor het Frans kiescollege. Hij behaalde 8.315 voorkeurstemmen.